# Downhill Lullaby
«Downhill Lullaby» — песня американской певицы Скай Феррейры, выпущенная 27 марта 2019 года на лейбле Capitol Records, в качестве второго студийного альбома «Masochism». Композиция стала первым синглом за 6 лет после выхода её дебютного альбома «Night Time, My Time». Песня была использована в качестве саундтрека к фильму Эмиральд Феннел «Девушка, подающая надежды».

## История создания
2 ноября 2018 года Феррейра сообщила в своем аккаунте в Twitter, что «только что закончила работу над новым синглом», для которого потребовалось «2 континента, много пересадок, 8 месяцев, 12 разнообразных предприпевов, 25 различных барабанных дублей/вариаций, один струнный исполнитель и слёзы (много слёз)».
7 января 2019 года певица в социальных сетях раскрыла название и обложку предстоящего сингла.
Феррейра дала большое интервью журналу «Pitchfork» в 2019 году, в котором рассказала о теме композиции и предстоящем альбоме. Так, певица заявила, что просила скрипача Нильса Грёндаля, который участвовал в создании песни, играть так, "как будто ты один из птиц в «Белоснежке», а также Феррейра сказала, что делала запись на свои деньги: «Я буквально использовала свои сбережения, чтобы сделать эту запись».
Песня была записана в Лос-Анджелесе и Копенгагене и спродюсирована вместе с Хорхе Элбрехтом и музыкальным руководителем сериала «Твин Пикс» Дином Херли, с которым Феррейра познакомилась на съемках сериала в 2017 году.

## Участники записи
Данные взяты с сайта Discogs.
Скай Феррейра — вокал, автор текста, продюсер
Хорхе Эльбрехт — продюсер, бас-вокал, программирование
Руне Килсгаард — ударные
Ларс Лундхольм — инжиниринг
Майк Боззи — мастеринг
Дин Хёрли — микс-инжиниринг
Айра Грайлак, Мэтт Нейбор — звукорежиссёры
Нис Бистед — инженер звукозаписи
Нильс Грёндаль — скрипка
Алехандро Карденас, Сэнди Ким — художественное оформление

## Отзывы
Песня получила в основном положительные отзывы критиков. Эль Хант из «NME» сказал, что «Downhill Lullaby» является «началом новой амбициозной эры», также Хант отметил «оркестровые намеки» на британскую рок-группу The Verve.
Саша Геффен из «Vulture» отметила, что новая песня Феррейры больше похожа на творчество Ника Кейва и его группы Nick Cave and the Bad Seeds, чем на предыдущий альбом исполнительницы, а также, что «бассовая линия перекликается с заглавной темой «Твин Пикса»». Кроме того, критик охарактеризовала творческий путь певицы: «Как и Лана Дель Рей, она всегда, кажется, стремилась преследовать неприглядную изнанку поп-песни».
Журнал «Rolling Stone» назвал настроение песни «барочно-готическим», а также отметил работу Феррейры: «Даже когда она пишет антипопсовые песни, в них есть что-то притягательное, от чего трудно избавиться в течение нескольких часов после прослушивания».
Музыкальный интренет-портал «A Bit of Pop Music» отметил схожесть звучания «Downhill Lullaby» с альбомом американской певицы Ланы Дель Рей «Ultraviolence», «но с еще более мрачной атмосферой»
По версии издания «Pitchfork» песня попала в топ-лист «100 лучших песен 2019 года», заняв 93 место. Кэтрин Сент-Асаф охарактеризовала комопзицию, как «партитуру к фильму Дэвида Линча».